# Kalkanski krugovi
Kalkanski krugovi je srbijanska televizijska serija autora Đorđa Milosavljevića.
Premijerno prikazana na Superstar TV-u 13. ožujka 2021., dok na Prvo programu RTS-a 20. ožujka 2021.
U Hrvatskoj serija se prikazivala premijerno na platformi videa na zahtjev RTL Play Premium od 23. siječnja 2022. godine, a od 29. srpnja 2022. na RTL Adria kanalu.
Serija prije kraja snimanja druge je obnovljena za treću i posljednju sezonu.

## Radnja
Radnja se vrti oko Dejana Matića, arhitekte koji se sa ćerkom Mionom seli u selo Dol, gdje se suočava sa sukobom između porodica Matić i Kovačević. Dejan otkriva da je njegov otac Velibor bio uključen u tajnu koja je uzrokovala rat i tragediju u selu.

## Pregled serije
Serija se premijerno prikazivala u Srbiji na kanalu Superstar TV od 13. ožujka 2021. do 28. travnja 2024.
U Hrvatskoj prva sezona premijerno je postala dostupna na platformi Voyo od 23. siječnja 2022. godine, a prikazala se kanalu RTL Adria od 29. srpnja do 11. kolovoza 2022.,  i na kanalu RTL 2,  od 9. do 29. srpnja 2023. Prva sezona također se prikazivala na kanalu Klasik TV od 2. do 11. studenoga 2022.
Druga sezona premijerno je postala dostupna na platformi Voyo 27. kolovoza 2023., a na kanalu RTL Adria se prikazala od 6. do 15. srpnja 2024.
| Sezona | Epizoda | Srpsko prikazivanje (Superstar TV) | Srpsko prikazivanje (Superstar TV) | Hrvatsko prikazivanje (RTL Adria) | Hrvatsko prikazivanje (RTL Adria) | Voyo               |
| Sezona | Epizoda | Premijera                          | Finale                             | Premijera                         | Finale                            | Dostupno           |
| ------ | ------- | ---------------------------------- | ---------------------------------- | --------------------------------- | --------------------------------- | ------------------ |
| 1      | 10      | 13. ožujka 2021.                   | 11. travnja 2021.                  | 29. srpnja 2022.                  | 11. kolovoza 2022.                | 23. siječnja 2022. |
| 2      | 10      | 1. travnja 2023.                   | 30. travnja 2023.                  | 6. srpnja 2024.                   | 15. srpnja 2024.                  | 27. kolovoza 2023. |
| 3      | 10      | 30. ožujka 2024.                   | 28. travnja 2024.                  | –                                 | –                                 | –                  |

## Glumačka postava

### Glavni
- Vojin Ćetković kao Dejan Matić
- Žarko Laušević kao Velibor Matić
- Ivana Zečević kao Miona Matić

## Snimanje
Snimanje prve sezone trajalo je 2 i pol mjeseca od kolovoza 2020. a snimali se u Aranđelovcu i u okolici. Snimanje druge sezone je započelo 4. kolovoza 2022. a završilo je u prosincu 2022. Treća i zadnja sezona počela je sa snimanjem u lipnju 2023.

## Vanjske poveznice
- Službena stranica na firefly.rs (engl.)
- Kalkanski krugovi u internetskoj bazi filmova IMDb-a (engl.)